# .dd
.dd는 동독(독일 민주 공화국)에서 사용하던 인터넷 국가 코드 최상위 도메인(ccTLD)이었다. 서독과 동독이 통일됨에 따라 서독이 쓰던 .de로 도메인을 통일하였다.

## 개요
독일 민주 공화국의 ISO 3166-1 alpha-2를 기준으로 선택된 이 도메인은 독일 민주 공화국을 독일어로 쓴 Deutsche Demokratische Republik에서 따 왔다. 이 TLD는 예나 대학교, 드레스덴 공과대학교 및 로스토크 대학교(불확실)에서 사용되었으며, 외부 DNS와 연결되지 않았기 때문에 동독 외부에서는 접근할 수 없었다.
1990년 독일 재통일 이후 .dd 최상위 도메인은 불필요해졌고 결국 폐지되었다. 당시 .dd를 사용했던 기관은 전부 과거 서독의 .de로 이전했다.
2011년 드레스덴에서는 ICANN의 gTLD 도입에 따라서 드레스덴의 차량 번호판 지역 구분 기호인 DD와 동일한 .dd를 다시 사용하려고 시도했다. 그러나 gTLD는 최소 3글자 이상이어야 한다는 규칙 때문에 실현되지 못했다.